# Reisjärvi
Reisjärvi es un municipio de Finlandia.
Está localizado en la provincia de Oulu y es parte de la región de Ostrobotnia del Norte. El municipio tiene una población de 2,912 habitantes (2015) y cubre una área de 503,17 km² (28,81 km² corresponden a agua). La densidad de población es 6,14 habitantes por km².
El municipio tiene por lengua oficial el finés.

## Geografía
Reisjärvi está compuesta de varias villas llamadas kylä. Estas son: Keskusta (el centro), Hylkiranta, Järvikylä, Kalaja, Kangaskylä, Kinnulanranta, Kiljanranta, Köyhänperä, Leppälahti, Levonperä, Lokkiperä, Metsäperä, Mäntyperä, Räisälänmäki.
Reisjärvi tiene una gran diversidad natural, con muchos lagos, estanques, ríos pequeños, rocas y acantilados pero también posee pantanos y tierras bajas. Un punto destacable es que posee uno de los hábitat silvestre más septentrionales de Finlandia de Tilia cordata, 63° 38′ N (los hábitats naturales más al norte están en el municipio de Sonkajärvi, cerca del lago Kangaslampi, 63° 45′ N y en cerro Salmisenmäki, 63° 43′ 42" N). Aún crecen 7 viejos especímenes de Tilia cordata en el bosque del cabo Kokkoniemi, adentrado en el lago Pitkäjärvi. El sitio es de propiedad privada, pero su importancia ecológica produjo que recibiera protección estatal desde el 13 de mayo de 1989. Siguiendo el Peuranpolku ("el camino del ciervo"), el cual empieza en Reisjärvi, proporciona grandes vistas al paisaje del área. Los acantilados y campos de roca de Raura fueron formados durante edad de hielo.

## Política
Reisjärvi ha sido tradicionalmente un área fuerte para el Partido del Centro. Por ejemplo en la primera ronda de las elecciones presidenciales de 2006, el candidato de Partido del Centro Matti Vanhanen consiguió el 57.1% de los votos de Reisjärvi. El concejo municipal de Reisjärvi tiene predominancia del Partido de Centro; en el periodo 2004-2008 obtuvieron 15 posiciones contra las 4 de Coalición Nacional y un escaño para el Partido Socialdemócrata y Alianza de la Izquierda

## Eventos
- El festival de Verano de Porcelana Finlandesa se organiza cada año desde 1996. Atrae a pintores internacionales de porcelana y a los interesados en el arte de ésta.